# 布西亞灣

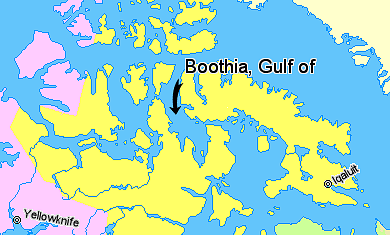
布西亞灣
努纳武特地区
西北地区
魁北克省
格陵兰

布西亞灣（Gulf of Boothia）是加拿大的海灣，位於巴芬島和布西亞半島之間北冰洋海域，由努納武特負責管轄，南面是梅爾維爾半島和該國大陸，北面是攝政王灣和蘭開斯特海峽。
70°40′N 91°00′W / 70.667°N 91.000°W